# Коскошина
Коскошина — деревня в Холмогорском районе Архангельской области.

## География
Находится в центральной части Архангельской области на расстоянии приблизительно 11 км на юг-юго-восток по прямой от села Емецк на левобережье реки Северная Двина.

## История
В 1859 году здесь (тогда деревня Кошкошинская Холмогорского уезда Архангельской губернии) было учтено 3 двора, но надо иметь в виду и учитываемые тогда отдельно рядом расположенные деревни Косокшинского прихода, а именно Мартыновскую с 7 дворами, Бельковщину с 7 дворами, Козминскую с 2 дворами и проч.. До 2015 года входила в Зачачьевское сельское поселение, с 2015 по 2022 в Емецкое сельское поселение до его упразднения.

## Население
Численность населения: 11 человек (1859 год), 91 (русские 97 %) в 2002 году, 73 в 2019.